# Sören Claeson
Ove Sören Claeson (ur. 9 lutego 1959 w Lidköping) – szwedzki zapaśnik walczący w obu stylach. Trzykrotny olimpijczyk. Brązowy medalista z Los Angeles 1984 (w kategorii 82 kg, w stylu klasycznym). Odpadł w eliminacjach w Moskwie 1980 (w kategorii 82 kg, w stylu wolnym) i w Seulu 1988 (w kategorii 100 kg, w stylu klasycznym).
Czwarty na mistrzostwach świata w 1985 i na mistrzostwach Europy w 1983. Zdobył cztery medale na mistrzostwach nordyckich w latach 1979 - 1982. Trzeci na MŚ juniorów w 1979 roku.